# Lovesick Girls
〈Lovesick Girls〉是韩国女子组合BLACKPINK的歌曲，由YG娱乐和新视镜唱片于2020年10月2日发行，为该组织首张韩语正规专辑《The Album》的第三首单曲。Blackpink成员Jisoo和Jennie參與詞曲創作。随附音乐视频由徐贤成执导，歌曲发行当天在Blackpink的YouTube频道同步公开。

## 背景与宣传
9月22日，Blackpink的公司开始给每个成员的社交媒体帐号上传各自的先导视频。歌曲名和发行日期于9月28日公布。同日先导海报和先导概念预告公布，海报中组合成员彼此倚靠，歌曲标志在顶部。后来消息指歌曲会是专辑的“主打歌”。次日，专辑歌单在Twitter公开。组合在《Show! 音樂中心》和《人气歌谣》等韩国音乐打歌节目中表演该曲。

## 词曲
歌曲由泰迪·朴、Løren、Jisoo、Jennie和丹尼·钟创作，泰迪、Jennie、24、大卫·库塔、莉亚·海伍德和R·Tee负责制作，是一首带有吉他演奏流行电子舞曲。乐谱方面，歌曲以升F大调写就，速度每分钟128拍，时长3点12分。歌词讲述了感情破裂后的心理恢复。

## 音乐视频

### 开发与发行
音乐视频随歌曲发行。9月30日，组合在官方YouTube频道发布一段16秒的音乐视频先导预告。上线52分钟，视频点击量突破1000万，打破此前由他们的作品〈Ice Cream〉所创下的52分钟同期纪录。上线18个小时，点击量突破5000万。到第24个小时，点击次数朝6140万，成为发布24小时内观看次数第六多的音乐视频。视频幕后花絮10月3日公布。练习室舞蹈视频10月8日公布。

### 争议
10月5日，韩国卫生和医务工作者工会（Korean Health and Medical Workers Union）针对视频中Jennie穿着的护士服提出批评，认为该性物化护士。YG娱乐随后紧急更换了相关画面。

## 制作人员
制作名单摘自Tidal。
- Blackpink – 演唱
  - Jisoo – 词
  - Jennie – 词曲
- Teddy – 制作、词曲
- R. Tee – 制作、词曲
- 24 – 制作、词曲
- 大卫·库塔 – 词曲
- 布莱恩·李 – 词曲
- 莉亚·海伍德（英语：Leah Haywood） – 词曲
- 丹尼·钟 – 词曲
- Løren – 词曲
- 杰森·罗伯茨Jason Roberts – 混音

## 奖项

### 音樂节目冠军
| 节目              | 日期           | 参考   |
| ----------------- | -------------- | ------ |
| 《人气歌谣》      | 2020年10月11日 | [ 22 ] |
| 《人气歌谣》      | 2020年10月18日 | [ 23 ] |
| 《人气歌谣》      | 2020年10月25日 | [ 24 ] |
| 《Show Champion》 | 2020年10月14日 | [ 25 ] |
| 《M Countdown》   | 2020年10月15日 | [ 26 ] |
| 《音乐银行》      | 2020年10月16日 | [ 27 ] |

## 榜单表现
| 榜单（2020年）                       | 最高排名 |
| ------------------------------------ | -------- |
| 澳大利亚（澳大利亚唱片业协会榜）     | 27       |
| 加拿大（加拿大百強單曲榜）           | 29       |
| 捷克（百強數位單曲榜）               | 76       |
| 法国（法國唱片出版業公會）           | 130      |
| 全球（《告示牌》全球二百强单曲榜）   | 2        |
| 香港（KKBOX韓語單曲週榜）            | 1        |
| 匈牙利（四十強串流榜）               | 38       |
| 愛爾蘭（愛爾蘭唱片音樂協會单曲榜）   | 39       |
| 日本（日本百强单曲榜）               | 12       |
| 馬來西亞（KKBOX韓語單曲週榜）        | 1        |
| 马来西亚（馬來西亞唱片業協會）       | 1        |
| 新西兰（新西兰唱片音乐协会单曲榜）   | 35       |
| 蘇格蘭（官方榜单公司單曲榜）         | 37       |
| 新加坡（新加坡唱片業協會）           | 1        |
| 新加坡（KKBOX韓語單曲週榜）          | 1        |
| 斯洛伐克（百強數位單曲榜）           | 78       |
| 韩国（Gaon單曲榜）                   | 2        |
| 台灣（KKBOX韓語單曲週榜）            | 1        |
| 英國（官方榜单公司單曲榜）           | 40       |
| 美国（《告示牌》百大單曲榜）         | 59       |
| 美国（《告示牌》世界数字歌曲销量榜） | 1        |

| 榜单（2020年）     | 排名 |
| ------------------ | ---- |
| 韩国（Gaon單曲榜） | 3    |

## 发行历史
| 地区   | 日期           | 格式            | 厂牌      | 参考   |
| ------ | -------------- | --------------- | --------- | ------ |
| 多国   | 2020年10月2日  | 数字下载 流媒体 | YG 新视镜 | [ 4 ]  |
| 意大利 | 2020年10月16日 | 當代流行電台    | 环球      | [ 50 ] |